# Lindsaea obtusa
Lindsaea obtusa är en ormbunkeart som beskrevs av John Smith. Lindsaea obtusa ingår i släktet Lindsaea och familjen Lindsaeaceae. Inga underarter finns listade.